# Liste der Ministerien der Nördlichen Marianen

Siegel der Nördlichen Marianen

Dieses ist die Liste der Ministerien des Commonwealth der Nördlichen Marianen. Mit Stand Juni 2015 verfügt dieses Außengebiet der Vereinigten Staaten über 10 Ministerien, die im englischen Department genannt werden.

## Ministerien
- Department of Commerce[2] (Abteilung für Wirtschaft)
- Department of Community and Cultural Affairs[3] (Abteilung für Gesellschaft und Kulturangelegenheiten)
- Department of Corrections (Abteilung für Strafvollzug)
- Department of Finance[4] (Abteilung für Finanzen)
- Department of Fire and Emergency Medical Services (Abteilung für Feuer und Notfallmedizinische Versorgung)
- Department of Labor[5]  (Abteilung für Arbeit)
- Department of Lands and Natural Resources[6]  (Abteilung für Ländereien und Natürliche Ressourcen)
- Department of Public Lands (Abteilung für Öffentliches Land)
- Department of Public Safety[7]  (Abteilung für Öffentliche Sicherheit)
- Department of Public Works[8] (Abteilung für Öffentliche Arbeit)